# Jean Petit
Jean Petit fue un pedagogo, sociólogo y psicólogo que, entre muchos ámbitos, destacó por la implicación y el apasionamiento en la enseñanza de las lenguas minorizadas en Francia. Defendió especialmente el alsaciano, con la publicación de un buen puñado de libros y artículos e, incluso, realizó peticiones al primer ministro francés Lionel Jospin, en este sentido en el año 2002. 
Fue profesor de la Universidad de Reims y profesor invitado permanente en la Universidad de Constanza. 
Los últimos años de su vida vivió en el sur de Francia, concretamente en Sant Andreu de Sureda (comarca del Vallespir), donde participaba en los movimientos en defensa del catalán. También intervino, a menudo, en el debate público sobre la enseñanza en esta región.